# Semanding (Jenangan)
Semanding is een bestuurslaag in het regentschap Ponorogo van de provincie Oost-Java, Indonesië. Semanding telt 2482 inwoners (volkstelling 2010).